# 히요리야마 등대

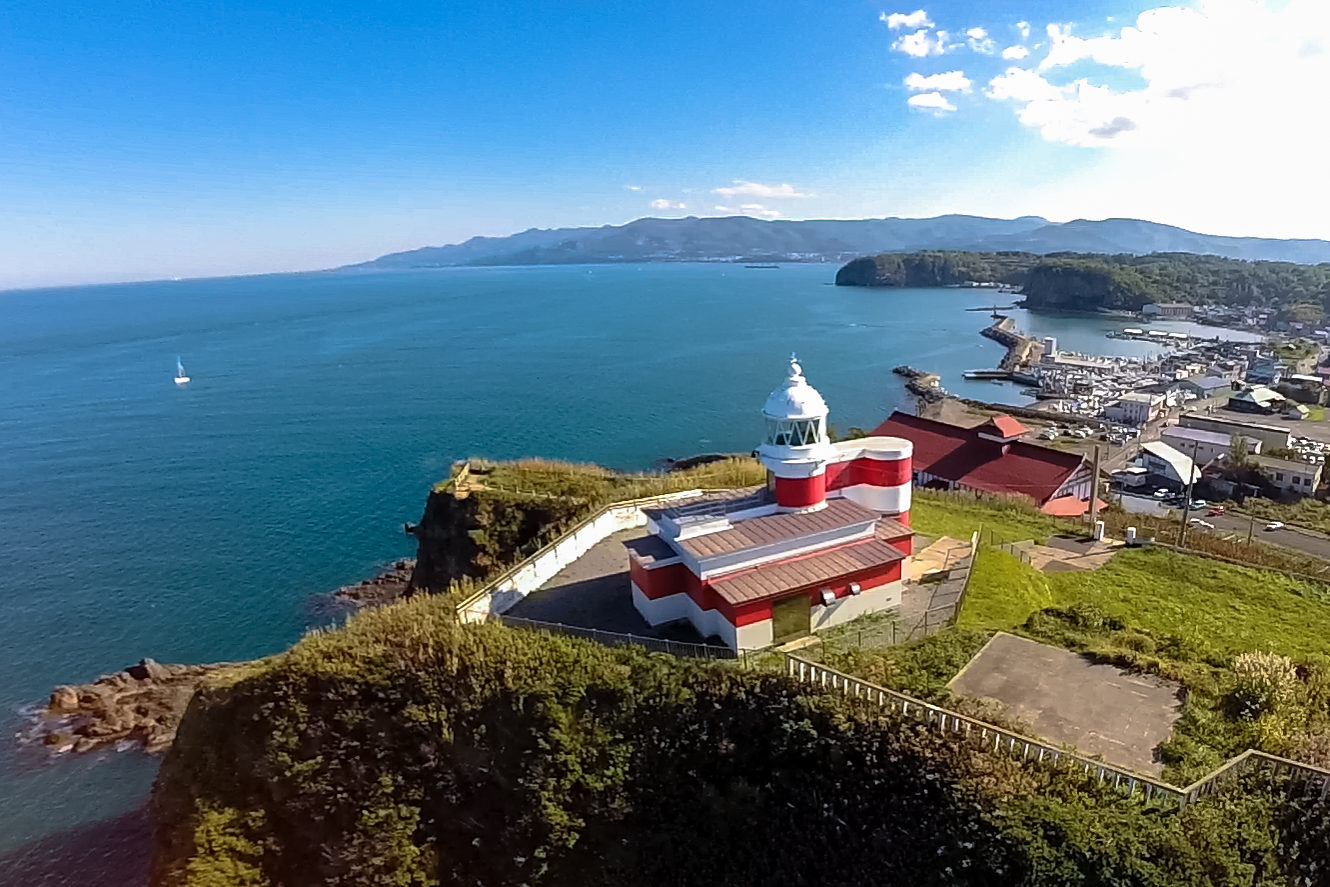
히요리야마 등대

히요리야마 등대(日和山灯台)는 일본 홋카이도 오타루시 슈쿠쓰 다카시마 곶 중간에 위치한 등대이다. 홋카이도에서는 노삿푸미사키 등대에 이어 두 번째로 첫 점등되었다.

## 역사
1883년에 흰색 목조 육각형의 등대로 건설되었다. 1911년에는 안개 신호소가 병설되었으며, 1953년에는 현재의 콘크리트로 개축되었다. 1968년에는 빨간색 흰색 횡대 선이 그려졌다. 2010년 3월 31일, 안개 신호소가 폐쇄되었다.